# 太阳谷镇
松麦镇，是中华人民共和国四川省甘孜藏族自治州得荣县下辖的一个乡镇级行政单位。

## 行政区划
松麦镇下辖以下地区：
河东上街社区、河东下街社区、河西上街社区、河西下街社区、松麦村、扎格村、扎顶村、格绒村、鱼根村、牙古村、曲亚村、英达村、松堆村、约日村和冉绒村。